# Дальгрен, Лейф
Лейф Эверт Дальгрен (швед. Leif Evert Dahlgren; 6 февраля 1906, Лунд, Мальмёхус — 16 апреля 1998, Askim, Вестра-Гёталанд) — шведский легкоатлет, специалист по многоборьям. Выступал за сборную Швеции по лёгкой атлетике в середине 1930-х годов, серебряный призёр чемпионата Европы, многократный победитель первенств национального значения, участник летних Олимпийских игр в Берлине.

## Биография
Лейф Дальгрен родился 6 февраля 1906 года в городе Лунд.
Занимался лёгкой атлетикой в клубе SoIK Hellas в муниципалитете Нака, Стокгольм.
В начале 1930-х годов вошёл в число сильнейших шведских легкоатлетов, неоднократно выигрывал чемпионат Швеции в различных легкоатлетических дисциплинах: в пятиборье (1932, 1933, 1935, 1936), в десятиборье (1931, 1932, 1933, 1934), в прыжках в длину с места (1933, 1935), в беге на 400 метров с барьерами (1934). Установил национальный рекорд Швеции в прыжках в длину с места.
В 1934 году попал в состав шведской национальной сборной и побывал на впервые проводившемся чемпионате Европы по лёгкой атлетике в Турине, откуда привёз награду серебряного достоинства, выигранную в программе десятиборья — уступил здесь только немцу Хансу-Хайнриху Зиферту.
Благодаря череде удачных выступлений удостоился права защищать честь страны на летних Олимпийских играх 1936 года в Берлине, однако досрочно завершил выступление в десятиборье и не показал никакого результата.
Проходил службу в шведской армии, получив в 1940 году звание капитана. Окончил Королевский центральный гимнастический институт в Стокгольме, впоследствии работал учителем физической культуры в средней школе города Сигтуна.
Умер 16 апреля 1998 года в коммуне Ашим в возрасте 92 лет.